# Xbox Entertainment Studios
Xbox Entertainment Studios là một xưởng sản xuất phim và truyền hình của Mỹ tồn tại trong thời gian ngắn có trụ sở tại Santa Monica, California, được Microsoft Studios thành lập nội bộ vào năm 2012 nhằm tạo ra "nội dung truyền hình tương tác" cho Xbox Live.
Vào ngày 17 tháng 7 năm 2014, Microsoft xác nhận rằng studio sẽ đóng cửa. Vào ngày 29 tháng 10 năm 2014, cả phó chủ tịch và chủ tịch công ty đều rời đi, và công ty chính thức đóng cửa.

## Phim và video
Vào thời điểm đóng cửa, Xbox Entertainment Studios đang phát triển các dự án đầu tiên của họ: một bộ phim tài liệu về sự cố trò chơi điện tử năm 1983, một bộ phim khoa học viễn tưởng có tựa đề Humans và một bộ phim truyền hình hành động trực tiếp dựa trên nhượng quyền thương mại Halo với sự hợp tác của nhà sản xuất phim Steven Spielberg. Các dự án trong tương lai bao gồm bản làm lại của loạt phim khoa học viễn tưởng Blake's 7 của đài BBC, bản làm lại của loạt phim tài liệu về bệnh viện nhi của Canada Little Miracles và một loạt tự truyện về rapper Nas. Studio cũng dự định đồng sản xuất một số sự kiện trực tiếp cho Xbox Live, bao gồm các phiên bản tương lai của Call of Duty Championship, cuộc thi sắc đẹp Miss Teen USA và VGX.
Trước khi hãng có thông báo đóng cửa, hãng phim đã phát hành một loạt phim thực tế tập trung vào bóng đá đường phố có tựa đề Every Street United có nội dung trùng với FIFA World Cup 2014. Trước khi đóng cửa, họ cũng dự định phát hành bộ phim tài liệu về trò chơi điện tử (tạm gọi là Atari: Game Over), và loạt phim này được tách ra từ Halo.
Vào tháng 9 năm 2014, The Hollywood Reporter đưa tin rằng AMC đang đàm phán để có được quyền hồi sinh bộ phim Humans và việc tuyển diễn viên đang được tiến hành.